# Летачек, Иржи
Иржи Летачек (чеш. Jiří Letáček; род. 9 января 1999, Пардубице, Восточночешский край) — чешский футболист, вратарь клуба «Хетафе».

## Клубная карьера
Летачек — воспитанник клуба «Пардубице». 22 сентября 20218 года в матче против «Зброёвки» он дебютировал во Второй лиге Чехии. В 2020 году Иржи помог команде выйти в элиту. 13 марта 2021 года в матче против «Опавы» он дебютировал в Гамбринус лиге. В 2023 году Летачек на правах аренды перешёл в «Баник» из Остравы. 2 апреля в матче против либерецкого «Слована» он дебютировал за новую команду. По окончании аренды клуб выкупил трансфер игрока.
Летом 2024 года Летачек перешёл в испанский «Хетафе», подписав контракт на четыре года.